# 신뢰 플랫폼 모듈

신뢰 플랫폼 모듈의 내부 구성 요소

신뢰 플랫폼 모듈(Trusted Platform Module, 줄여서 TPM) 또는 신뢰할 수 있는 플랫폼 모듈 은 컴퓨팅 환경에서 암호화 키를 저장할 수 있는 보안 암호 처리자를 자세히 기록한 규격의 이름을 말한다. 또, "TPM 칩", "TPM 보안 장치"라 불리는 규격 기능의 총체적 이름이기도 하다. (일부 델 바이오스 설정에 나와 있음).
TPM 규격은 트러스티드 컴퓨팅 그룹의 작품이며 현재 나온 TPM 규격 버전은 2007년 7월 9일에 출시된 1.2 리비전 103이다.

## 이용

### 디스크 암호화
마이크로소프트 윈도우 비스타 얼티밋, 엔터프라이즈, 그리고 윈도우 서버 2008 운영 체제에서 제공되는 비트로커 드라이브 암호화와 같은 완전 디스크 암호화 응용 프로그램들은 이 기술을 사용하여 컴퓨터의 운영 체제 볼륨을 암호화하는 데 쓰이는 키들을 보호하고 신뢰 시동 경로(바이오스, 시동 섹터 등)를 위한 통합 인증을 제공할 수 있다. 또, 수많은 서드 파티 완전 디스크 암호화 제품들은 TPM 칩을 지원한다.

### 기타 이용
거의 모든 암호화 가능 응용 프로그램은 이론적으로 다음을 포함하여 TPM을 이용할 수 있다:
- 디지털 권리 관리
- 소프트웨어 라이선스 보호 및 관리
- 암호 보호

## TPM 하드웨어
2006년을 기점으로 새로 나온 수많은 노트북 컴퓨터들은 신뢰 플랫폼 모듈 칩을 달고 출시되었다. 개인용 컴퓨터에서는 LPC 버스가 쓰인다.
신뢰 플랫폼 모듈 마이크로컨트롤러는 현재 다음 회사들이 생산하고 있다:
- Microchip Technology
- 브로드컴
- 인피니온 (Infineon TPM)
- 인텔 (iTPM으로서 인Intel Manageability Engine을 통해)
- Sinosun 보관됨 2009-09-11 - 웨이백 머신
- ST마이크로일렉트로닉스
- Nuvoton (이전의 Winbond)
- ITE (ITE TPM)

## 같이 보기
- 암호학
- 차세대 보안 컴퓨팅 기반 (NGSCB)
- 윈도우 11